# مادام بوواری (فیلم ۱۹۴۷)
مادام بوواری (انگلیسی: Madame Bovary) یک فیلم درام تاریخی آرژانتینی به کارگردانی Carlos Schlieper است که در سال ۱۹۴۷ منتشر شد.